# В голямата игра
„В голямата игра“ (на английски: War Dogs) е американска черна криминална комедия от 2016 г. на режисьора Тод Филипс, който е съсценарист със Джейсън Смилович и Стивън Чин, базиран на статията, публикувана от „Ролинг Стоун“, написана от Гай Лаусън през 2011 г., както и меморарната книга Once a Gun Runner от 2016 г., написана от Ефраим Дивероли. Лаусън също написа книгата Arms and the Dudes от 2015 г., която изобразява сюжета.
Във филма участват Джона Хил, Майлс Телър, Ана де Армас и Брадли Купър, който е копродуцент на филма. Снимките започват на 2 март 2015 г. в Румъния. Премиерата на филма се състои в Ню Йорк Сити на 3 август 2016 г. и е пуснат по кината от „Уорнър Брос Пикчърс“ на 19 август 2016 г. Получава смесени отзиви от критиката и печели 86 млн. щ.д. Хил получава номинация „Златен глобус“ за изпълнението си.